# Alosa del Cap
L'alosa del Cap (Mirafra apiata) és una espècie d'ocell de la família dels alàudids (Alaudidae).

## Hàbitat i distribució
Praderies, arbusts i zones rocoes de l'Àfrica Meridional, al sud-oest de Namíbia i Sud-àfrica occidental i meridional.